# Villemontais
Villemontais är en kommun i departementet Loire i regionen Auvergne-Rhône-Alpes i centrala Frankrike. Kommunen ligger i kantonen Roanne-Sud som tillhör arrondissementet Roanne. År 2022 hade Villemontais 1 045 invånare.

## Befolkningsutveckling
Antalet invånare i kommunen Villemontais
| Referens: INSEE |